# Хмыловка
Хмыло́вка — село в Партизанском районе Приморского края. Входит в состав Владимиро-Александровского сельского поселения.

## География
Дорога к селу Хмыловка идёт на юго-восток от села Владимиро-Александровское, расстояние до районного центра около 18 км.
Село Хмыловка стоит на правом берегу реки Хмыловка, которая впадает в бухту Врангеля. До бухты Врангеля на юг около 5 км.
В 6 км юго-западнее села Хмыловка находится посёлок Береговой Находкинского городского округа, в 8 км южнее Хмыловки — микрорайон Врангель города Находка.

## Население
| 1898 | 1915 | 2002 | 2010 | 2021 |
| ---- | ---- | ---- | ---- | ---- |
| 110  | ↗369 | ↗501 | ↗544 | ↗578 |

## Улицы
| - ул. 40 лет Победы, - ул. Баневура, - пер. Весенний, - пер. Зелёный, | - ул. Лазо, - ул. Лесная, - ул. Луговая, - пер. Матросова, | - ул. Матросова, - ул. Речная, - ул. Садовая, - ул. Школьная. |

## Транспорт
В двух километрах восточнее посёлка проходит железнодорожная линия Находка — порт Восточный.